# المدرسة العليا للموسيقى (فورتسبورغ)
المدرسة العليا للموسيقى (بالألمانية: Hochschule für Musik)‏ هي مدرسة خاصة بتعليم الموسيقى والفن، تأسست عام 1779 تحت اسم أكاديمية كلية الموسيقى، في عام 1921 أصبح اسمها معهد الدولة الموسيقي البافاري، وفي 1 سبتمبر 1973 أصبح اسمها والذي ما زال إلى الآن المدرسة العليا للموسيقى فورتسبورغ.
يترأس المدرسة منذ 1 أكتوبر 2007 البروفيسور هلموت إيرب. يبلغ عدد طلابها حوالي 650 (اعتبارا من الفصل الدراسي الشتوي 2006/2007).

## دورات التدريس
- نظرية الموسيقى.
- التلحين.
- قيادة الأوركسترا.
- موسيقى الكنيسة.
- الأورغن.
- البيانو.
- الغناء.
- الأكورديون.
- القيثارة.
- الجاز.
- التربية الموسيقية.

## وصلات خارجية
- الموقع الرسمي (باللغة الألمانية)